# Wilson Boit Kipketer
Wilson Boit Kipketer (* 6. Oktober 1973 im Elgeyo-Marakwet County) ist ein kenianischer Hindernis- und Langstreckenläufer.
Seine Paradestrecke ist der 3000-Meter-Hindernislauf. In dieser Disziplin gewann er 1997 bei den Leichtathletik-Weltmeisterschaften in Athen die Goldmedaille und stellte im gleichen Jahr beim Meeting Weltklasse Zürich in 7:59,08 min einen Weltrekord auf. Bei den Weltmeisterschaften 1999 und den Olympischen Spielen 2000 in Sydney konnte er jeweils die Silbermedaille gewinnen.
1998 wurde er Fünfter bei den Crosslauf-Weltmeisterschaften. Mittlerweile hat er sich dem Marathonlauf zugewandt. Einem siebten Platz beim Düsseldorf-Marathon 2007 in einer Zeit von 2:15:23 h folgte im Herbst desselben Jahres der 16. Platz beim Frankfurt-Marathon in 2:13:08 h.
Der 1,67 m große und 52 kg schwere Athlet stammt aus dem Distrikt Keiyo in der Provinz Rift Valley und ist in Iten an St. Patrick’s trainiert worden. Er ist nicht mit dem ehemaligen 800-Meter-Läufer Wilson Kipketer verwandt, der für Dänemark startete.